# Медаль «За поранення» (Австро-Угорщина)
Медаль «За поранення» (нім. Verwundetenmedaille) — військова нагорода Австро-Угорщини часів правління останнього цісаря Карла I.

## Історія
Практично всю війну в австро-угорській армії не було ніякої офіційної відмінності, яка відзначала б отримане військовослужбовцем поранення.
12 серпня 1917 року Карлом I було віддано розпорядження про розробку дизайну та положення до нагороди для поранених та загиблих воїнів. Проте лише 13 липня 1918 року оголосили про установу медалі, а 25 липня 1918 року опублікували її статут.
Нагороджені медаллю австрійські офіцери, які після аншлюсу перейшли у вермахт, після початку Другої світової війни автоматично одержали нагрудний знак «За поранення».

## Опис
Медаль являє собою правильний круг з цинкового сплаву діаметром 38 мм.
На аверсі був зображений профіль цісаря Карла I обличчям вправо. Під портретом зображувались дві перехрещені
лаврові гілки, а у верхній частині по колу — напис «CAROLUS» (Карл).
На реверсі в центрі — напис на латині і два рядки «LAESO MILITI» (Пораненому воїну), в нижній частині медалі поміщався рік установи
нагороди римськими цифрами «MCMXVIII» (1918).
Медаль носилася на трикутній колодці зі стрічки темного сіро-зеленого кольору з червоною окантовкою та вузькими червоними смужками
посередині. Кожна серединна смужка позначала одне поранення. Ширина стрічки складала 40 мм, червоні смуги по краях — по 4 мм кожна
Були передбачені стрічки від однієї до п'яти, що відповідало кількості поранень. А медаль на стрічці без серединних смуг вручалася військовим інвалідам.

Стрічки за поранення
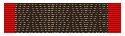
для інвалідів
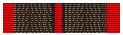
одне поранення
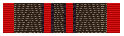
два поранення
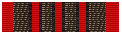
три поранення
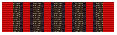
чотири поранення
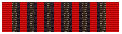
п'ять поранень